# 加龙河畔库蒂尔
加龍河畔库蒂尔（法語：Couthures-sur-Garonne，法語發音：[kutyʁ syʁ ɡaʁɔn]）是法国洛特-加龙省的一个市镇，位于该省西北部，加龙河左岸，属于马尔芒德区。

## 地理
加龙河畔库蒂尔（44°30'49"N, 0°4'41"E）面积6.98 平方千米，位于法国新阿基坦大区洛特-加龍省，该省份为法国西南部内陆省份，北起多爾多涅省，西接吉倫特省和朗德省，南至热尔省，东临塔恩-加龙省和洛特省。
与加龙河畔库蒂尔接壤的市镇（或旧市镇、城区）包括：瑞西、戈雅克、马尔瑟吕、加龙河畔梅扬、圣巴泽耶。
加龙河畔库蒂尔的时区为UTC+01:00、UTC+02:00（夏令时）。

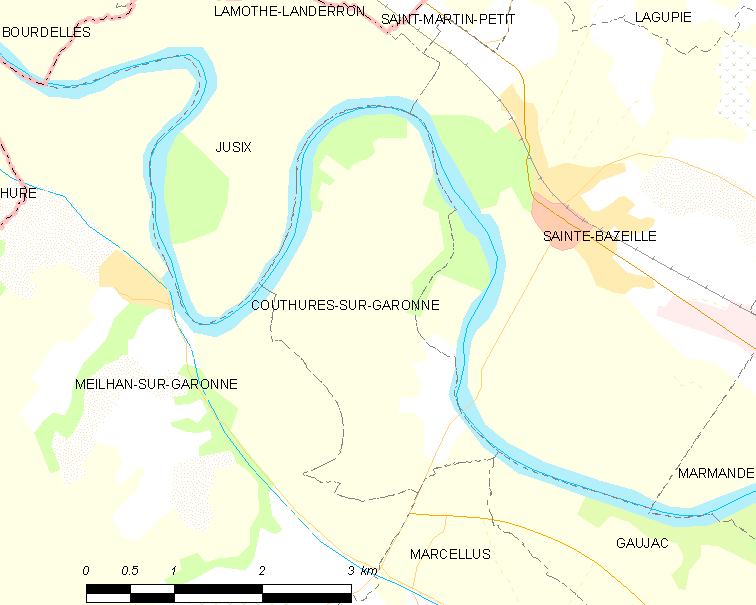
加龙河畔库蒂尔的OSM定位图

## 行政
加龙河畔库蒂尔的邮政编码为47180，INSEE市镇编码为47074。

## 政治
加龙河畔库蒂尔所属的省级选区为马尔芒德第一县。

## 交通
洛特-加龙省省道D3线过境。

## 人口

1962-2008年间加龙河畔库蒂尔人口变化图示

加龙河畔库蒂尔于2022年1月1日时的人口数量为366人。